# Salvador Dabau i Caussa
Salvador Dabau i Caussa (Vilajuïga, 2 de març de 1909 – Girona, 3 de desembre de 2002) fou un compositor, arranjador musical i pedagog, conegut principalment en l'àmbit de les sardanes i havaneres. Va ser instrumentista de trombó, acordió, guitarra, flabiol, viola i piano. Va estudiar música a l'Escola de Montserrat, amb el mestre Conrad Saló. A l'Escolania de Montserrat va aprendre a tocar el piano, l'orgue, el violí i la viola i de la mà de Francesc Civil va ampliar i completar els seus estudis al Conservatori Superior de Música del Liceu. Durant els anys vint formà part, com a instrumentista de viola, a l'Orquestra Simfònica de Girona, formada per 80 músics i dirigida per Ricard Lamote de Grignon, i de formacions de cambra i de jazz com l’Oriental Jazz i el Quartet Albéniz.
Salvador Dabau va compaginar la seva professió de mestre amb la de compositor. Va estudiar magisteri a Girona amb els mestres Cassià Costal, Miquel Santaló, Tomàs Sobrequés i Manuel Xiberta, i va exercir de mestre durant 47 anys, passant per Torroella de Montgrí i els col·legis Bruguera i Montjuïc de Girona. l'Ajuntament de Torroella de Montgrí el distingí el 1994 amb la Medalla del Montgrí, i el novembre de 1999 l'Ajuntament de Girona li dedicà un carrer al barri de Sant Narcís.
Dabau va compondre unes 11 havaneres i va arranjar-ne una cinquantena- Dabau és autor d'havaneres tan populars com La barca abandonada, Entre les barques, Un cant d'amor (lletra de Carles Casanovas), El cant del mar (lletra d'Antònia Vilàs), El vell i la barca, Vent de garbí (lletra d'Armand Beneyto), i també dels concerts per a piano Havanera per a una difunta i Quasi una havanera.
A la dècada dels setanta, Salvador Dabau fou arranjador i acordionista del grup Oreig de Mar i a partir de 1984, del grup Llops de Mar de Sant Feliu de Guíxols.
La família del compositor va donar l'any 2009 del fons personal del compositor al Centre de Documentació del Montgrí, les Illes Medes i Baix Ter, ubicat al Museu de la Mediterrània de Torroella de Montgrí.